# 이문설농탕
이문설농탕(里門-)은 서울 종로구 견지동에 위치한 설렁탕 식당이다. 1904년 서울 종로구 공평동에서 홍씨가 개업한 '이문옥'을 자리를 옮겨 4대째 이어가고 있다. 대한민국에서 가장 오래된 식당으로, 건국 후 서울시 음식점 허가 1호이기도 하다. 2012년 농림수산식품부와 한식재단이 선정한 <한국인이 사랑하는 오래된 한식당 100선>에 꼽혔다.